# Lèntul (mim)
Lèntul (en llatí Lentulus) va ser un actor de mims romà, que també va escriure algunes obres sobre el tema. Va adquirir considerable celebritat, ja que se'n fa referència diverses vegades per nombrosos escriptors posteriors.
Era suposadament un romà d'alt rang i l'època en què va viure és bastant incerta, encara que segurament era al segle i.